# W Caeli
W Caeli är en gul jätte och en förmörkelsevariabel Algol-typ (EA/SD:)i stjärnbilden Gravstickeln. 
Stjärnan har visuell magnitud +9,786 och varierar i amplitud med 0,320 magnituder med en period av 6,97885 dygn.